# Carbonate compensation depth
De carbonate compensation depth (Engels voor carbonaat-compensatie diepte, afgekort CCD) is een diepte in de oceaan waaronder de aanvoer van calciumcarbonaat (CaCO3, in de vorm van de mineralen calciet en aragoniet) gelijk is aan de snelheid van oplossen van calciumcarbonaat. Daardoor kan onder deze diepte geen calciumcarbonaat voorkomen.
Hoewel dit in het geologische geschiedenis soms anders is geweest, is zeewater onder oppervlakte-omstandigheden tegenwoordig verzadigd in calciumcarbonaat. Skeletjes van dode micro-organismen (bijvoorbeeld plankton) lossen daarom niet op en zinken als het diertje sterft naar beneden, tot op 4,5 km diepte de lysocline wordt bereikt, waar door de enorme hydrostatische druk de oplosbaarheid toeneemt. Als de CCD wordt bereikt, is al het calciumcarbonaat opgelost.
De CCD werd ontdekt door de Schots-Canadese oceanograaf John Murray (1841-1914).

## Huidige diepte
Onder zeeën en veel delen van oceanen ligt de zeebodem minder dan 4,5 km diep, zodat het sediment op de zeebodem uit kalkmodder bestaat, een pelagisch sediment. In diepere gedeelten van de oceanen zal geen carbonaat in het sediment aanwezig zijn.
De exacte diepte van de CCD kan variëren omdat de oplosbaarheid van calciumcarbonaat behalve van de druk ook van de watertemperatuur en de samenstelling van het water afhangt. De oplosbaarheid van calciumcarbonaat neemt toe als de temperatuur lager is, of als de druk hoger is. Ook een belangrijke factor is de hoeveelheid opgelost kooldioxide (CO2) in het water. De CCD bevindt zich daarom op kleinere diepte als de concentratie CO2 hoger is of de temperatuur van het water lager.
In de Atlantische Oceaan ligt de CCD op 5000 m diepte. In de Grote Oceaan ligt de CCD tussen de 4200-4500 m diepte, behalve rond de evenaar, waar ze door het omhoogstromen van diep water (upwelling) rond de 5000 m diepte ligt. In de Indische Oceaan ligt de CCD hier ergens tussenin. Op hogere breedtegraden ligt de CCD meestal op geringere diepte.
Het verschil in diepte tussen de verschillende oceanen kan verklaard worden door de variatie in de concentratie opgelost CO2. Deze hangt af van stromingen in de oceanen, vooral verticale stroming is daarbij belangrijk. Diep water heeft door de grotere hoeveelheid rottend organisch materiaal een hogere concentratie CO2, waardoor het een hogere oplosbaarheid van calciumcarbonaat heeft.

## Diepte in het geologisch verleden
Gedurende periodes waarin het zeeniveau aanzienlijk hoger lag dan tegenwoordig het geval is bevond de CCD zich ook ondieper. Gedurende het Krijt tot het Eoceen lag de CCD wereldwijd ondieper dan tegenwoordig. In het Laat Eoceen zorgde de plaattektonische beweging van Antarctica naar de geografische zuidpool dat dit continent overdekt raakte met een permanente ijskap. Het jaarlijks smelten van gletsjerwater zorgde ervoor dat het diepere water in de oceanen veel kouder werd waardoor de CCD sindsdien dieper ligt.
De diepte van de CCD heeft invloed op het materiaal waaruit mariene organismen hun skelet opbouwen. In het Krijt en Midden Paleozoïcum hadden soorten die hun skelet uit calciet bouwden een voordeel, omdat aragoniet iets sneller oplost dan calciet. Tegenwoordig zijn beide mineralen zeer stabiel en komen meer soorten voor die hun skelet uit aragoniet opbouwen.
Voor het Mesozoïcum was er nog vermoedelijk nog geen sprake van een CCD, aangezien er toen nauwelijks calcificerend plankton in de open oceaan leefde. Het meeste calciumcarbonaat werd afgezet in ondiepe zeeën dicht bij de kust en niet op de oceaanbodem. De precieze evolutie van de CCD voor het Krijt is lastig te reconstrueren aangezien het oceaansediment dat met diepzeekernen bestudeerd kan worden over het algemeen niet verder terug in het geologische verleden rijkt. Reconstructies over de carbonaatchemie in de open oceaan met betrekking tot het Paleozoïcum zijn daarom afhankelijk van de studie van ofiolieten.

## De CCD en het broeikaseffect
De huidige toename van de concentratie CO2 in de atmosfeer zorgt ervoor dat de concentratie CO2 in het zeewater, dat hiermee in evenwicht is, ook stijgt. Deze verzuring van het zeewater betekent dat de CCD stijgt, waardoor carbonaathoudend sediment op de zeebodem dat zich eerst boven de CCD bevond, zal oplossen. Bij de oplossing van carbonaat wordt netto CO2 opgenomen, waardoor het oplossen van diepzee-carbonaten een bufferende werking heeft. Het omhoogkomen van de CCD en de daaraan gekoppelde oplossing van calciumcarbonaat is echter een relatief langzaam proces, wat duizenden jaren duurt.